# TODD. Акт 1. Праздник крови
TODD. Акт 1. Свято крові — одинадцятий студійний альбом російського рок-гурту «Король и Шут», складений з музики зонг-опери жахів «TODD», що вийшов 8 грудня 2011 року. «Праздник крови» — лише перша частина альбому з піснями із зонг-опери «TODD», складена з більш агресивних номерів.
У головній ролі проекту виступив Михайло «Горшок» Горшеньов, який виконав вокальні партії Суїні Тодда, взяв участь у записі партій натовпу та хору, а також заспівав трагічну «Балладу о Бедном Цирюльнике» від імені оповідача розповіді.

## Список композицій
| #   | Назва                         | Друга назва               | Тривалість |
| --- | ----------------------------- | ------------------------- | ---------- |
| 1.  | «Добрые люди»                 | «Хор нищих»               | 5:16       |
| 2.  | «Баллада о Бедном Цирюльнике» | «Ария Бродяги»            | 3:19       |
| 3.  | «Каторжник»                   | «Ария Тодда»              | 3:23       |
| 4.  | «Пирожки от Ловетт»           | «Хор нищих и бродяг»      | 3:55       |
| 5.  | «Праздник крови»              | «Ария Судьи»              | 3:00       |
| 6.  | «Машина смерти»               | «Ария Ловетт и Мясника»   | 3:38       |
| 7.  | «Смертный приговор»           | «Ария Тодда и Мясника»    | 3:32       |
| 8.  | «Признание Ловетт»            | «Ария Ловетт»             | 3:40       |
| 9.  | «Первая кровь»                | «Ария Священника и Тодда» | 3:51       |
| 10. | «Новая пирожковая»            | «Ария благородной толпы»  | 2:12       |
| 11. | «Счастье?»                    | «Ария Тодда»              | 3:25       |

## Учасники запису
- Михайло Горшеньов — вокал
- Яків Цвіркунов — гітара, акустична гітара
- Сергій Захаров — бас-гітара
- Олександр Щиголєв — барабани, перкусія
- Павло Сажинов — клавішні, програмування
- Юлія Коган («Ленинград») — місіс Ловетт;
- Біллі Новик («Billy's Band») — М'ясник, натовп і хор;
- Костянтин Кінчев — Священик та Суддя;
- Веніамін Смехов — оповідач розповіді;
- Валерій Аркадін (екс-«НАИВ», «Глеб Самойлов & The Matrixx») — гітарист та аранжувальник проєкту